# Март 2021 года

Список событий марта 2021 года.

## События
- 1 марта
  - Николя Саркози был приговорен к трём годам заключения, два из которых условные. Саркози стал первым французским экс-президентом получившим реальный срок по коррупционной статье.
  - На фоне нового роста заболеваемости в Чехии объявлен жёсткий локдаун[1].
- 2 марта
  - Власти США объявили о санкциях в отношении России по обвинению в попытке отравления оппозиционера Алексея Навального в августе прошлого года[2].
- 3 марта
  - Очередное крупное похищение людей в Нигерии: в городе Руван Тофа бандиты совершили похищение 60 женщин и детей.
  - В Сенегале арестован оппозиционер Усман Сонко по подозрению в изнасиловании, после этого в стране начались многодневные протесты.
  - Более 5000 человек подписали петицию, призывающую верховного судью Индии Шарада Арвинда Бобде уйти в отставку. Эта петиция стала реакцией на слова Бобде, предложившего чиновнику, обвиняемому в изнасиловании 16-летней девушки, снятие обвинений, в случае, если насильник женится на своей жертве[3].
- 4 марта
  - На Борнео нашли птицу — чернобрового болтуна, считавшуюся вымершей 170 лет[4].
  - Европейское агентство лекарственных средств (EMA) подтвердило безопасность вакцины от коронавируса Comirnaty компаний Pfizer (США) и BioNTech (Германия), а также вакцины Moderna одноимённой американской компании.[5]
  - Прототип космического корабля многоразового использования SpaceX Starship SN10 впервые успешно приземлился во время тестового полёта, позднее из-за возникшего пожара корабль был разрушен взрывом[6].
- 6 марта
  - В акватории реки Обь в 2 км от Ермаковской переправы после утечки широкой фракции лёгких углеводородов (пропан-бутан) на подводном переходе продуктопровода «СибурТюменьГаза» «Нижневартовский ГПЗ — Южно-Балыкский ГПЗ» начался пожар на площади около 1 тыс. м²[7][8][9].
  - В Хабаровском крае на перегоне Форель — разъезд Дальневосточный (однопутный неэлектрифицированный участок линии Волочаевка-2 — Комсомольск-на-Амуре) с рельсов сошёл состав с 18 цистернами нефтепродуктов, из которых 11 опрокинулись. Произошла утечка мазута и дизеля, что привело к загрязнению нефтепродуктами территории площадью 400 м². Бульдозеры проводят обваловку мест утечки, чтобы топливо не попало в ближайший водоём — ручей Три Ключа, который впадает в озеро Болонь[10].
  - Победителем музыкального фестиваля в Сан-Ремо стала рок-группа Måneskin с песней «Zitti e buoni»[11].
- 7 марта
  - В Швейцарии прошёл референдум о поправках в Конституцию, запрещающих носить в общественных местах одежду, которая полностью скрывает лицо (банданы, балаклавы, бурки и никабы). За запрет высказались чуть больше половины его участников — 51,2 %[12].
  - Не менее 107 человек погибли, около 600 получили ранения в результате четырёх взрывов, прогремевших на военной базе в городе Бата в Экваториальной Гвинее.
  - В Дордрехте завершился чемпионат мира по шорт-треку 2021. Нидерландка Сюзанне Схюлтинг выиграла пять золотых медалей из пяти возможных[13].
- 8 марта
  - Более 80 человек получили ранения в результате столкновений с полицией, произошедших на марше феминисток в городе Мехико[14].
  - Немецкое правительство приняло решение о выплате 2,4 млрд евро компенсации атомным операторам за досрочное прекращение работы атомных электростанций[15].
- 9 марта
  - США присвоили статус временно защищённых лиц гражданам Венесуэлы, находящимся на американской территории[16].
  - Верховный суд Бразилии отменил обвинительные приговоры бывшему президенту Луису Инасиу Луле да Силве, которые ранее был признан виновным в коррупции и отмывании денег[17].
  - В Парагвае из-за ситуации с COVID-19 начались массовые беспорядки[18].
  - Картина «Дорогие товарищи» Андрея Кончаловского вошла в шорт-лист премии Британской академии кино и телевизионных искусств (BAFTA) в категории «Лучший неанглоязычный фильм»[19].
  - В японском городе Кобе в вычислительном центре японского государственного Института естественных наук (Рикэн) состоялась церемония по случаю запуска на полную мощность самого быстрого в мире суперкомпьютера «Фугаку»[20].
- 10 марта
  - В Донбассе, в районе посёлка Михайловка, возобновились обстрелы между силами Народной милиции ЛНР и ВСУ[21].
  - Возглавляющий Международный олимпийский комитет с 2013 года Томас Бах переизбран президентом МОК на четырёхлетний срок[22].
  - Открыта способность некоторых видов морских брюхоногих моллюсков рода Elysia самопроизвольно отделять голову от тела, содержащего сердце, почки, кишечник и репродуктивные органы, и отращивать новое[23].
- 11 марта
  - Европейский вещательный союз отказался допустить на конкурс Евровидение песню «Я научу тебя» группы «Галасы ЗМеста», которая должна была представлять Беларусь[24].
  - Дания, Норвегия и Исландия приостановили использование вакцины AstraZeneca на две недели[25].
  - Аукционный дом Christieʼs продал работу «Everydays: The First 5000 Days» художника Майка Винкельманна, за 69,3 миллиона долларов в виде невзаимозаменяемого токена (NFT), это рекордная цена за NFT и первая работа в виде NFT, проданная Christieʼs[26].
- 12 марта
  - Министр здравоохранения Словакии Марек Крайчи[англ.] подал в отставку, чтобы урегулировать разногласия, возникшие в правительстве из-за закупки российской вакцины «Спутник V»[27].
  - По меньшей мере десять хак-групп атаковали серверы Microsoft Exchange Server через ошибки ProxyLogon по всему миру. По разным оценкам, количество пострадавших компаний превысило 100 000[28].
  - Telegram Group впервые разместила собственные облигации и привлекла на рынке $1 млрд[29].
  - Президент США Джо Байден подписал указ о стимулировании экономики страны[англ.] в условиях пандемии коронавируса. На эти цели будет выделено почти два триллиона долларов[30].
- 13 марта
  - В Москве в гостинице «Измайлово» задержали всех участников Всероссийского форума муниципальных депутатов «Муниципальная Россия», организованного проектом «Объединённые демократы». Всем задержанным было предъявлено обвинение по ст. 20.33 КоАП (осуществление деятельности нежелательной организации). Десятки силовиков увели около 200 участников в автозаки[31].
  - В Великобритании полиция жёстко задержала участников акции памяти в честь погибшей Сары Эверард[англ.]. Британские политики осудили разгон мирной акции и потребовали объяснений у правоохранительных органов[32].
  - Открыты рекордно удалённые от Земли квазары: радиогромкий P172+18 и с джетами, видимыми в рентгеновском диапазоне (PJ352-15)[33].
- 14 марта
  - В Лос-Анджелесе прошла 63-я церемония вручения премии «Грэмми», в номинации «Запись года» победила Билли Айлиш с песней «Everything I Wanted», песней года названа композиция «I Canʼt Breathe» R&B-исполнительницы H.E.R.[34].
  - Полиция Нидерландов применила водомёты для разгона в центре Гааги демонстрации против коронавирусных ограничений[35].
- 15 марта
  - Йеменские повстанцы-хуситы заявили, что применили беспилотники с вооружением против базы ВВС «Кинг Халид» и международного аэропорта «Абха» на юге Саудовской Аравии[36].
  - Конгрегация доктрины веры в Ватикане опубликовала запрет священникам на благословение однополых союзов[37].
  - Крупнейшие государства ЕС — Германия, Франция, Италия и Испания — приостановили применение вакцины от коронавируса, разработанной Оксфордским университетом и англо-шведской компанией AstraZeneca. Причиной стали сообщения о том, что у некоторых привившихся образуются тромбы[38].
- 16 марта
  - Лауреатами Притцкеровской премии стали архитекторы Анн Лакатон и Жан-Филипп Вассаль из Франции[39].
  - В Ливии создано правительство национального единства. Бывший премьер-министр Ливии и председатель Президентского совета Фаиз ас-Саррадж передал свои обязанности новому главе Абдельхамид Дбейба и председателю президентского совета Мухаммаду Аль-Манфи[40].
- 17 марта
  - В Атланте (США) мужчина открыл стрельбу в нескольких спа салонах. Были застрелены 8 человек, 6 из них — выходцы из Азии. Это стало причиной акций протеста в разных городах США, участники которых требовали положить конец насилию в отношении граждан азиатского происхождения[41].
- 18 марта
  - Парламент Испании принял закон легализующий эвтаназию[42].
  - В Нидерландах прошли парламентские выборы, победу одержала партия премьера Марка Рютте[43].
- 19 марта
  - Началось извержение вулкана Фаградальсфьядль, расположенного в 30 км к юго-западу от Рейкьявика на юго-западе Исландии в центре полуострова Рейкьянес[44].
  - Европейское агентство по лекарственным средствам и ВОЗ подтвердили безопасность вакцины AstraZeneca, часть стран, ранее приостановивших вакцинацию — возобновили её[45][46].
- 20 марта
  - В Пугачёвском районе Саратовской области в ходе патрулирования линейной части магистрального нефтепровода «Самара — Тихорецк» выявлен выход нефти. Нефтепровод диаметром 1,2 тыс. мм, глубиной залегания 1,5 метра, принадлежащий компании «Транснефть — Приволга», прорвало между населёнными пунктами Селезниха и Орловка. Площадь розлива составляет порядка 700 м², пятно растеклось по снегу и грунту на площади 30 на 50 м. Ведутся работы по сбору и утилизации нефтепродуктов[47].
  - Турция вышла из «Стамбульской конвенции по борьбе с насилием в отношении женщин и домашним насилием», комментируя это решение, вице-президент Турции Фуат Октай заявил, что выход из Конвенции не помешает продолжению борьбы за защиту прав женщин[48].
  - Жители более 50 стран (Великобритания, Финляндия, Польша, Сербия и др.) присоединились к всемирной акции протеста против коронавирусных ограничений[49].
  - Протестная акция за освобождение Сергея Стерненко состоявшаяся в центре Киеве переросла в беспорядки, радикалы облили краской главный вход в администрацию Зеленского, в здание бросили фаер и несколько петард[50].
- 21 марта
  - Губернатор Пензенской области Иван Белозерцев задержан по подозрению в коррупции, через два дня он был освобождён от должности губернатора[51].
  - Компанию Apple оштрафовали в Бразилии на 10,5 миллиона реалов, так как управление по защите прав потребителей увидело нарушение в отсутствии зарядных устройств в комплекте гаджетов[52].
- 22 марта
  - В Бангладеш произошёл крупный пожар в лагере для беженцев[англ.] народности рохинджа. Подтверждена смерть 15 человек, пропавшими без вести считаются около 400[53].
  - Главы МИД Евросоюза согласовали внесение четырёх граждан Китая и одной организации в санкционный список по обвинению в нарушении прав человека в связи с преследованием «уйгурского мусульманского меньшинства в Синьцзяне». МИД Китая в ответ ввёл санкции против ЕС и Великобритании[54].
  - В супермаркете в Боулдере (Колорадо, США) произошла стрельба. Погибли 10 человек[55].
- 23 марта
  - Президент Словакии Зузана Чапутова призвала премьер-министра Игора Матовича положить конец правительственному кризису из-за закупок российской вакцины «Спутник V» и уйти в отставку. Ранее Чапутова приняла отставку министра экономики Рихарда Сулика и министра юстиции Марии Коликовой[56].
  - На военном аэродроме Шайковка в Кировском районе Калужской области при запуске двигателя Ту-22М3 погибли трое военных после нештатного срабатывания системы катапультирования. Один человек выжил[57].
  - Контейнеровоз Ever Given компании Evergreen сел на мель в Суэцком канале и полностью заблокировал по нему движение[58].
  - Штаб Алексея Навального объявил о подготовке большого митинга в поддержку политика. Точная дата акции будет определена тогда, когда на сайте free.navalny.com зарегистрируется 500 000 человек, желающих принять в ней участие[59][60].
- 24 марта
  - Министры Словакии: иностранных дел Иван Корчок и образования Бронислав Грюлинг, представляющие партию «Свобода и солидарность», ушли в отставку на фоне правительственного кризиса из-за закупок российской вакцины «Спутник V»[61][62].
  - Исламистские группировки напали на небольшой город Пальма в провинции Кабу-Делгаду на севере Мозамбика[63].
  - Президент Украины Владимир Зеленский подписал указ о введении в действие решения Совета нацбезопасности и обороны о национализации предприятия по производству авиадвигателей «Мотор Сич»[64].
- 25 марта
  - Состоялась 17-я церемония Премии Британской Академии в области видеоигр. Победителем в номинации «Лучшая игра» стала Hades. Из-за продолжающихся ограничений в связи с пандемией COVID-19 церемония проходила в формате онлайн-трансляции[65].
  - Российские фигуристы Анастасия Мишина и Александр Галлямов стали победителями в соревнованиях спортивных пар на чемпионате мира по фигурному катанию[66].
- 26 марта
  - На чемпионате мира по фигурному катанию российские фигуристки Анна Щербакова (золото), Елизавета Туктамышева (серебро) и Александра Трусова (бронза) заняли весь пьедестал в одиночном женском катании[67].
  - 19 человек погибли и 185 получили травмы в результате столкновения двух поездов в городе Тахта на юге Египта[68].
  - Университет Южной Калифорнии согласился выплатить более 1 млрд долларов женщинам, которые наблюдались у бывшего гинеколога студенческого медцентра, обвинённого в преступлениях сексуального характера. Это самая крупная выплата в истории исков учебным заведениям в США[69].
  - Победителем кубка шести наций по регби стала сборная Уэльса[70].
  - В Перу найдена 3200-летняя храмовая фреска с изображением бога-паука[71].
- 27 марта
  - В Мьянме в День Вооружённых сил сразу в нескольких регионах при подавлении протестов против военного переворота военные стали применять оружие против демонстрантов. В результате этого лишь за один день погибли более 100 протестующих, среди убитых оказалось несколько детей[72].
  - Специальная комиссия, состоящая из французских учёных и историков, заключила, что Франция несёт ответственность за события, предшествовавшие геноциду народа тутси в Руанде в 1994 году[73].
- 28 марта
  - В Индонезии в результате самоподрыва возле католической церкви двух исламских террористов-смертников были ранены более 10 человек[74].
- 29 марта
  - В Индонезии в городе Балонган (Balongan) в провинции Западная Ява прогремел взрыв и возник пожар на одном из крупнейших в Юго-Восточной Азии нефтеперерабатывающем заводе, возможно, после попадания молнии. Нефтеперерабатывающая компания Pertamina безуспешно пытается потушить пожар[75].
  - Контейнеровоз Ever Given сняли с мели в Суэцком канале и перевели в Большое Горькое озеро[76][77].
- 30 марта
  - Писательница из России Мария Степанова за книгу-эссе «Памяти памяти» вошла в «длинный список» из 13 авторов Международной Букеровской премии (The 2021 Booker International Prize), присуждаемой в области литературы на английском языке. Степанова стала третьим автором из России, который смог пробиться в лонг-лист премии[78].
  - Первый венгерский баскетболист включён в Зал славы ФИБА в Алькобендасе. Им стала Агнеш Немет[79].
  - Исламское государство взяло на себя ответственность за захват города Пальма, захваченного ранее исламскими террористами, ведущими вооружённую борьбу против правительства Мозамбика. Военные ведут осаду города[80].
  - Лувр выложил на свой сайт изображения более 480 тыс. экспонатов из музейного собрания[81].
  - Президент Турции Реджеп Тайип Эрдоган уволил заместителя председателя Центрального банка страны Мурата Четинкая, что усилило падение курса турецкой лиры[82].
  - Постоянный комитет Всекитайского собрания народных представителей одобрил реформу избирательной системы[англ.] Гонконга[83].
  - Власти Турции утвердили план Стамбульского канала и обещают начать его строительство в самое ближайшее время[84].
- 31 марта
  - Алексей Навальный объявил голодовку в колонии с требованием допустить к нему врача. По его словам, у него болит спина и отнимаются обе ноги[85]. Обращение к ФСИН и политическому руководству страны с требованием предоставить медицинскую помощь Навальному подписали полторы тысячи врачей[86].
  - Депутат парламента Греции и бывшая легкоатлетка (метание копья) София Сакорафа стала первой женщиной, возглавившей старейшую спортивную федерацию Греции — Федерацию лёгкой атлетики Греции (SEGAS)[87].
  - Премии Тьюринга удостоены Джеффри Ульман и Альфред Ахо за разработку теоретических основ компилятора[88].